# William Schelter
William Frederick Schelter (1947 - 30 juillet 2001 en Russie) est un informaticien canadien et un professeur à l'université du Texas à Austin.
William Schelter a développé Maxima, la version libre sous licence GPL du système de calcul formel Macsyma ainsi que GNU Common Lisp (en), dérivé de Kyoto Common Lisp (en), dans le but de compiler Maxima. Il est également l'auteur du premier portage du compilateur GCC sur architecture x86.